# Laminacauda
Genre
Synonymes
- Schistogyna Millidge, 1991

Laminacauda est un genre d'araignées aranéomorphes de la famille des Linyphiidae.

## Distribution
Les espèces de ce genre se rencontrent en Amérique du Sud, au Panama et à Tristan da Cunha.

## Liste des espèces
Selon World Spider Catalog (version 22.0, 13/06/2021) :
- Laminacauda aluminensis Millidge, 1991
- Laminacauda amabilis (Keyserling, 1886)
- Laminacauda ansoni Millidge, 1991
- Laminacauda argentinensis Millidge, 1985
- Laminacauda baerti Miller, 2007
- Laminacauda boliviensis Millidge, 1985
- Laminacauda cognata Millidge, 1991
- Laminacauda dentichelis (Berland, 1913)
- Laminacauda diffusa Millidge, 1985
- Laminacauda dysphorica (Keyserling, 1886)
- Laminacauda expers Millidge, 1991
- Laminacauda fuegiana (Tullgren, 1901)
- Laminacauda gigas Millidge, 1991
- Laminacauda grata Millidge, 1991
- Laminacauda insulana Millidge, 1985
- Laminacauda luscinia Millidge, 1985
- Laminacauda magna Millidge, 1991
- Laminacauda malkini Millidge, 1991
- Laminacauda maxima Millidge, 1985
- Laminacauda montevidensis (Keyserling, 1878)
- Laminacauda monticola Millidge, 1985
- Laminacauda nana Millidge, 1991
- Laminacauda newtoni Millidge, 1985
- Laminacauda orina (Chamberlin, 1916)
- Laminacauda pacifica (Berland, 1924)
- Laminacauda parvipalpis Millidge, 1985
- Laminacauda peruensis Millidge, 1985
- Laminacauda plagiata (Tullgren, 1901)
- Laminacauda propinqua Millidge, 1991
- Laminacauda rubens Millidge, 1991
- Laminacauda sacra Millidge, 1991
- Laminacauda salsa Millidge, 1991
- Laminacauda suavis Millidge, 1991
- Laminacauda sublimis Millidge, 1991
- Laminacauda thayerae Millidge, 1985
- Laminacauda tristani Millidge, 1985
- Laminacauda tuberosa Millidge, 1991
- Laminacauda tucumani Millidge, 1991
- Laminacauda vicana (Keyserling, 1886)
- Laminacauda villagra Millidge, 1991

## Publication originale
- Millidge, 1985 : « Some linyphiid spiders from South America (Araneae, Linyphiidae). » American Museum novitates, no 2836, p. 1-78 (texte intégral).